# اویازد (شهرستان توماشوف مازوویتسکی)
اویازد (به لهستانی:  Ujazd) یک روستا در لهستان است که در گمینا اویازد (استان ووتسکی) واقع شده‌است. اویازد ۱٬۷۰۰ نفر جمعیت دارد.